# Albert Nijenhuis
Albert Nijenhuis   (Eindhoven, 21 de novembre de 1926 - Seattle, 13 de febrer de 2015) va ser un matemàtic neerlandès, nacionalitzat estatunidenc.

## Vida i obra
Nijenhuis va interrompre els seus estudis secundaris el 1944 a l'institut d'Arnhem, degut al fracàs de l'Operació Horta i les conseqüents represàlies nazis, consistents en tancar tots els centres escolars. Tot i així, va poder aprovar l'examen d'ingrés el 1945 i es va matricular a la universitat d'Amsterdam, en la qual es va doctorar el 1952 amb una tesi dirigida per Jan Arnoldus Schouten.
A continuació va marxar als Estats Units on, els anys següents, va fer recerca a l'Institut d'Estudis Avançats de Princeton i va ser professor de la universitat de Chicago. El 1956 va ser contractat per la universitat de Washington (a Seattle) on va romandre fins al 1963 quan es va traslladar a la universitat de Pennsilvània en la qual es va jubilar el 1987. En retirar-se va retornar a Seattle, on els anys següents va ser professor associat de la universitat.
Els seus principals treballs de recerca van ser en geometria diferencial i teoria de la deformació, camp en el qual va descobrir el tensor que porta el seu nom. També es va interessar per la combinatòria, tema sobre el qual va publicar, conjuntament amb Herbert Wilf, un conegut llibre de text.